# Японський дух (політична партія)
Японський дух (яп. 日本のこころ, латиніз.: Nippon no Kokoro, англ. Party for Japanese Kokoro), з 2015 року офіційна назва "Партія плекаймо японських дух"(яп. 日本のこころを大切にする党, латиніз.: Nippon no kokoro o taisetsu ni suru tō), була японською політичною партією . Вона була створена як Party for Future Generations (яп. 次世代の党, Jisedai no Tō)  1 серпня 2014 року групою членів парламенту на чолі з Сінтаро Ішіхарою . Остаточну назву партія прийняла в грудні 2015 року, а в листопаді 2018 року розпалася  

## Історія

### Формування
Партія відновлення Японії була створена в 2012 році, її очолили Тору Хасімото та Ісіхара. У травні 2014 року Хасімото та Ісіхара оголосили, що партія погодилася розділитися через розбіжності щодо злиття з іншою опозиційною партією, Партією єдності .  Фракція Ішіхари вийшла з JRP і створила Партію майбутніх поколінь, яка була зареєстрована як партія 1 серпня 2014 року  Такео Хіранума був обраний лідером партії, і він призначив Хіроші Ямаду генеральним секретарем, а Ішіхару - головним радником.

### Партія майбутніх поколінь (2014–2015)

Логотип оригінальної Партії майбутніх поколінь

Партія майже програла на 47-х загальних виборах у грудні 2014 року, втартивши із 19 місць у Палаті представників до лише двох, причому Хіранума та радник партії Хіроюкі Сонода були єдиними двома з 48 кандидатів від партії, які отримали місце.  Серед старших членів партії, які втратили свої місця, були Ісіхара, Ямада та голова політичного комітету Хіроші Накада .  Партія отримала 2,65% голосів пропорційного представництва, перевищивши мінімум 2%, необхідний для забезпечення подальшого існування як офіційної партії в Парламенті.  Через два дні після виборів Ісіхара оголосив про відхід з політики. 

### Партія для Японського Кокоро  (2015–2018)
Після відходу Хірануми та Соноди від партії назад до ЛДП, Кіоко Накаяма був обраний лідером партії без заперечень 28 серпня 2015 року та офіційно розпочала дворічний термін з 1 жовтня.  Генеральний секретар Сігефумі Мацузава спочатку мав намір оскаржити голосування за керівництво та зберегти «неупереджену» позицію партії щодо правлячої ЛДП, на відміну від бажання Накаями працювати з урядом.  Замість того, щоб змусити провести голосування, яке призвело б до розколу партії, Мацузава натомість вирішив піти у відставку та стати незалежним;  його відставка була прийнята на засіданні 28 серпня, і Масамуне Вада замінив його на посаді генерального секретаря.  У листопаді 2018 року Масасі Накано, останній член, був переведений до ЛДП. Партію розпустили. 

## Політика
Політика партії була описана як поєднання консерватизму в питаннях національної безпеки, імміграційного законодавства та традиційних культурних цінностей, а також « лібералізму » в економічних питаннях (наприклад, регуляторна реформа).  

## Члени
На момент зміни назви партії в грудні 2015 року вона мала п'ять депутатів у Палаті радників національного парламенту. Katsuhiko Eguchi виступив проти зміни назви та приєднався до партії «Ініціативи з Осаки», залишивши партію з чотирма депутатами в національному парламенті.  У квітні 2016 року Кадзуюкі Хамада, єдиний член партії, якому загрожує переобрання на виборах до Палати радників влітку 2016 року, вийшов із партії, щоб приєднатися до Ініціатив з Осаки.  У листопаді 2016 року Вада залишив партію та приєднався до парламентської групи ЛДП у Палаті радників, але офіційно не приєднався до ЛДП. 
У жовтні 2015 року партія мала ще вісім депутатів на регіональних зборах.  У листопаді 2018 року Накано знову приєднався до Ліберально-демократичної партії.

## Президенти PFJK
| Немає.                                            | Ім'я           | Зображення | Термін повноважень | Термін повноважень |
| Немає.                                            | Ім'я           | Зображення | Заступив на посаду | Вийшов з офісу     |
| ------------------------------------------------- | -------------- | ---------- | ------------------ | ------------------ |
| Спліт від: Партія відновлення                     |                |            |                    |                    |
| 1                                                 | Такео Хіранума | </img>     | 1 серпня 2014 р    | 25 вересня 2015 р  |
| —                                                 | Масамуне Вада  | </img>     | 25 вересня 2015 р  | 1 жовтня 2015 р    |
| 2                                                 | Кіоко Накаяма  | </img>     | 1 жовтня 2015 р    | 25 вересня 2017 р  |
| 3                                                 | Масаші Накано  | </img>     | 25 вересня 2017 р  | 1 листопада 2018 р |
| Партії-наступниці: Ліберально-демократична партія |                |            |                    |                    |

## Результати виборів

### Палата Представників
| Вибори   | Лідер          | Кількість кандидатів | # здобутих місць | Кількість голосів округу | % голосів округу | Кількість голосів PR-блоку | % голосів PR блоку                                                                                                   | Уряд |
| -------- | -------------- | -------------------- | ---------------- | ------------------------ | ---------------- | -------------------------- | --- | ---- |
| 2014 рік | Такео Хіранума | 2/48                 | 2 / 475          | 947,395                  | 1,79%            | 1 414 919                  | style="background:#bfd; color:black; vertical-align:middle; text-align:center; " class="table-yes2" \|LDP-KM Cabinet |      |
| 2017 рік | Масаші Накано  | 0/2                  | 0 / 475          | -                        | -                | 85,552                     | style="background:#bfd; color:black; vertical-align:middle; text-align:center; " class="table-yes2" \|LDP-KM Cabinet |      |

### Палата Радників
| Рік виборів | Лідер         | Місця   | Місця       | Загальнонаціональний | Загальнонаціональний | Префектура | Префектура | Статус |
| Рік виборів | Лідер         | Всього  | Оспорюється | Кількість            | %                    | Кількість  | % | Статус |
| ----------- | ------------- | ------- | ----------- | -------------------- | -------------------- | ---------- | --- | ------ |
| 2016 рік    | Кіоко Накаяма | 3 / 242 | 3 / 121     | 734 024              | 1,31%                | 535,517    | style="background:#ffdddd; color:black; vertical-align:middle; text-align:center; " class="table-no2" \|Opposition |        |

## Дивись також
- Категорія:Партія японських політиків Кокоро